# Ehefähigkeit
Ehefähigkeit ist die Möglichkeit eines Verlobten, rechtswirksam die Ehe zu schließen. Sie ist dann gegeben, wenn der Verlobte ehemündig ist.

## Anwendbarkeit; Prüfung durch den Standesbeamten
Deutsche Gerichte und Behörden – insbesondere die Standesämter – prüfen für jeden Verlobten die Ehefähigkeit nach dem Recht desjenigen Staates, dem der Verlobte angehört (Art. 13 Abs. 1 EGBGB). Der Standesbeamte hat die Pflicht, von Amts wegen vor der Eheschließung die Ehegeschäftsfähigkeit zu prüfen (§ 13 Abs. 1 PStG). Bei einer Nottrauung darf die Prüfung ausnahmsweise nachgeholt werden (§ 13 Abs. 3 PStG). Ist der Verlobte Deutscher, so finden die deutschen Vorschriften Anwendung. Ist der Verlobte Ausländer, muss für die Ehefähigkeit sein Heimatrecht zugrunde gelegt werden. Damit der Standesbeamte die Ehefähigkeit eines ausländischen Verlobten prüfen kann, soll dieser nach § 1309 Abs. 1 BGB ein Ehefähigkeitszeugnis einer inneren Behörde seines Heimatstaates beibringen. Fehlt dem Ausländer die Ehefähigkeit nach seinem Heimatrecht, kann die Ehe in Deutschland dennoch geschlossen werden, wenn einer der Verlobten Deutscher ist oder seinen gewöhnlichen Aufenthalt in Deutschland hat, die Verlobten alle zumutbaren Schritte zur Erfüllung der Ehefähigkeitsvoraussetzungen unternommen haben und die Versagung des Eheschlusses unvereinbar mit der Eheschließungsfreiheit wäre. Das deutsche Recht räumt damit der Eheschließungsfreiheit Vorrang vor dem internationalen Entscheidungseinklang ein. Das hat unter Umständen zur Folge, dass eine in Deutschland so geschlossene Ehe im Heimatland eines Ehegatten als unwirksam betrachtet wird („hinkende Ehe“).
Der Standesbeamte muss seine Mitwirkung an der Eheschließung unterlassen, wenn die Ehe wegen eines Mangels beim deutschen Verlobten offenkundig nach § 1314 Abs. 2 BGB aufhebbar wäre. Bei einem ausländischen Verlobten richtet sich auch das Ehefähigkeitsmangelfolgenrecht nach seinem Heimatrecht.
Lehnt der Standesbeamte die Vornahme der Eheschließung ab, ist hiergegen gerichtliche Entscheidung gegeben. Auch der Standesbeamte selbst kann das Gericht anrufen (§ 49 PStG). Zuständiges Personenstandsgericht ist das Amtsgericht am Sitz des Landgerichtes. Die örtliche Zuständigkeit wird durch den Sitz des Standesbeamten bestimmt, der die angefochtene Verfügung erlassen oder die Sache dem Gericht zur Entscheidung vorgelegt hat. Das Gericht kann den Standesbeamten anweisen, die Eheschließung zu beurkunden.

## Deutsche Vorschriften
Ehefähigkeit ist die Möglichkeit, miteinander die Ehe zu schließen (§ 1304 BGB). Hierfür muss Geschäftsfähigkeit gegeben sein. Für den Sonderfall der Eheschließung Minderjähriger siehe unter Ehemündigkeit. Die Beurteilung der Ehegeschäftsfähigkeit soll allerdings nach Entscheidungen vieler Gerichte, einschließlich des Bundesverfassungsgerichtes, wegen des grundgesetzlich verbürgten Eherechtes (Art. 6 Grundgesetz) unter großzügigeren Kategorien gemessen werden als die Prüfung der Geschäftsfähigkeit allgemein.

### Sonderfall der Geschäftsfähigkeit
Bei der Ehegeschäftsfähigkeit handelt es sich wie bei der Testierfähigkeit um einen Unterfall der Geschäftsfähigkeit, nach der es darauf ankommt, ob der oder die Verlobte in der Lage ist, das Wesen der Ehe zu begreifen und insoweit eine freie Willensentscheidung zu treffen, ohne dass die Fähigkeiten des Verstandes ausschlaggebend sein müssen. Selbst eine erhebliche geistige Behinderung muss nicht die notwendige Einsichtsfähigkeit in das Wesen der Ehe und die freie Willensentscheidung zur Eheschließung ausschließen.
Das Bayerische Oberste Landesgericht hat dazu ausgeführt, bei der Eheschließung handele es sich um ein Rechtsgeschäft, dessen Inhalt wesentlich mehr als sonstige typische Rechtsgeschäfte von in der Gesellschaft fest verankerten Vorstellungen geprägt werde. Es sei daher im Einzelfall zu prüfen, ob sich die Beeinträchtigung der Geistestätigkeit auch auf die Ehe erstrecke und ob der Verlobte insoweit die notwendige Einsichtsfähigkeit besitze und zur freien Willensentscheidung in der Lage sei, möge diese Einsichtsfähigkeit auch für andere Rechtsgeschäfte fehlen. Es entspreche ständiger Rechtsprechung, dass sich die Geschäftsfähigkeit auf einen bestimmten, gegenständlich abgegrenzten Kreis von Angelegenheiten beschränken kann (sog. partielle Geschäftsfähigkeit). Dem komme gerade bei der Beurteilung der Ehegeschäftsfähigkeit Bedeutung zu, weil hier nicht so sehr die Fähigkeiten des Verstandes ausschlaggebend seien, sondern die Einsicht in das Wesen der Ehe und die Freiheit des Willensentschlusses zur Eingehung einer Ehe.

### Kein Einwilligungsvorbehalt für Eheschließung
Ein Einwilligungsvorbehalt des Betreuers kann sich ausdrücklich nicht auf die Eingehung einer Ehe (oder Lebenspartnerschaft) beziehen (§ 1903 Abs. 2 BGB). Somit ist seit Inkrafttreten des Betreuungsrechtes am 1. Januar 1992 in keinem Fall eine Einwilligung des gesetzlichen Vertreters eines Heiratswilligen mehr nötig. Im früheren Recht (vor 1992) war bei einer Entmündigung wegen Geistesschwäche, Trunk- oder Rauschgiftsucht sowie Verschwendung die Eheschließung nur mit Genehmigung des Vormundes zulässig. Dies wurde als beschränkte Ehemündigkeit bezeichnet.

## Aufhebbarkeit der Eheschließung
Eine unter Verletzung des § 1304 BGB geschlossene Ehe kann durch Entscheidung des Familiengerichtes aufgehoben werden. Auch ein während der Eheschließung vorhandener Zustand der Bewusstlosigkeit oder vorübergehender Störung der Geistestätigkeit rechtfertigt die Eheaufhebung (§ 1314 Abs. 1 und 2 Nr. 1). Die Aufhebbarkeit einer Eheschließung unterscheidet sich von der früheren Rechtsfolge der Ehenichtigkeit, die bis zum 30. Juni 1998 nach § 18 Ehegesetz bei Geschäftsunfähigkeit eines Eheschließenden eintrat.
Den Antrag auf Eheaufhebung kann nach § 1317 BGB binnen eines Jahres nach Bekanntwerden der die Aufhebung rechtfertigenden Umstände beim Familiengericht gestellt werden. Eine Eheaufhebung kann nicht stattfinden, wenn der Ehegatte nach Wegfall der Geschäftsunfähigkeit, der Bewusstlosigkeit oder der vorübergehenden Geistesstörung zu erkennen gegeben hat, dass er die Ehe fortsetzen will.

## Aufhebungsantrag durch Betreuer
Der Antrag kann für einen geschäftsunfähigen Ehegatten nur von seinem Betreuer als gesetzlichen Vertreter gestellt werden (§ 1316 Abs. 2 BGB). Dieser benötigt dazu einen geeigneten Aufgabenkreis (z. B. Vertretung vor dem Familiengericht). Der Betreueraufgabenkreis Vermögenssorge reicht dazu nicht aus.
Ein geschäftsfähiger Betreuter (auch mit angeordnetem Einwilligungsvorbehalt) kann den Antrag nur selbst stellen. Bei einem Einwilligungsvorbehalt hat der Betreuer dem Antrag zuzustimmen; der Betreuer benötigt hierzu (ebenso wie für den Antrag auf Ehescheidung) die Genehmigung des Betreuungsgerichtes (§ 125 Abs. 2 FamFG).

## Lebenspartnerschaft
Nach dem Lebenspartnerschaftsgesetz ist eine direkte Anwendung des § 1304 BGB nicht vorgesehen.